# 福建省总工会
福建省总工会是福建省地方工会和产业工会的领导机关，受中国共产党福建省委员会和中华全国总工会领导。

## 历史沿革
福建省总工会的前身是1932年成立的福建职工联合会，会址最早设在长汀县城水东街原张家祠堂，1934年红军长征后停止开展工作。1949年7月，在华东军政委员会组织部主持下，福建省总工会筹备班子在上海组成。由吴良杰任主任。8月，筹备班子随军抵达福州。10月19日至20日，召开福建省总工会筹备委员会成立及第一次筹备委员会会议，推举吴良杰为筹备委员会主任，林修德、粘文华为副主任，周成哲任秘书长，着手组织福建省总工会的组建工作。1951年5月10日至18日，召开福建省首次工会会员代表大会，通过《福建省总工会章程(草案)》，选举产生福建省总工会第一届委员会。1953年，改称为福建省工会联合会。1958年，恢复福建省总工会名称。1967年，受文化大革命影响，福建省总工会停止正常工作。1973年7月，福建省总工会召开第五次代表大会，恢复省总工会组织机构。

## 组织机构
- 办公室
- 组织部
- 宣传教育部
- 政策研究室
- 权益保障部
- 劳动和经技工作部
- 基层工作部
- 网络工作部
- 社会联络部
- 女职工部
- 财务资产管理部
- 经费审查委员会办公室
- 机关党委

事业单位
- 福建省职工服务中心
- 《生活·创造》杂志社
- 福州国际海员俱乐部
- 厦门国际海员俱乐部
- 福建省职工科技教育中心

## 历任领导

### 第一届
- 任期：1951年5月－1953年4月
- 主席：吴良杰
- 第一副主席：王竞成（1952年6月离职）
- 第二副主席：崔予庭（1952年7月离职）
- 常委：吴良杰、王竞成、崔予庭、王连生、高振洋、李威、粘文华、金贯一、张玉麟、苏华、何萍、刘铁华、袁改

### 第二届
- 任期：1953年4月－1957年11月
- 主席：吴良杰
- 副主席：杨士敬、高振洋（1954年4月任）、粘文华（1954年10月任）、朱含章（1955年9月任）、魏荫南（1955年9月任）

### 第三届
- 任期：1957年11月－1963年10月
- 主席：何萍
- 副主席：魏荫南（1958年3月离任）、粘文华、朱含章、李华（1961年2月任）

### 第四届
- 任期：1963年10月－1968年8月
- 主席：何萍
- 副主席：粘文华、朱含章、李华、翟万昌（1965年5月任）

### 第五届
- 任期：1973年7月－1979年6月
- 主席：江礼银 → 郝兆文（1978年9月任）
- 副主席：粘文华（1978年8月离任）、庄志鹏（1976年10月离任）、田毓民、张益飞（1976年10月离任）、孙景蓉、陈秀华、贾秉勋（1976年1月任）、陈起驼（1976年1月任）

### 第六届
- 任期：1979年6月－1985年6月
- 主席：郝兆文 → 林少顷（1983年7月任）
- 副主席：李安唐（1983年2月离任）、贾秉勋（1983年2月离任）、陈起驼、王水强、薛聚高、王藕娣、郑永钦（1983年7月任）

### 第七届
- 任期：1985年6月－1990年5月
- 主席：林少顷 → 韦立（1987年12月任）
- 副主席：郭成土、王少昆、王藕娣（1988年10月离任）、王水强（1988年10月离任）、詹毅（1988年12月任）

### 第八届
- 任期：1990年5月－1995年5月
- 主席：韦立
- 副主席：郭成土（1993年3月离任）、王少昆、詹毅、曾乃航（1991年6月任）、钟维平（1993年7月任）

### 第九届
- 任期：1995年5月－2000年5月
- 主席：詹毅
- 副主席：王少昆、曾乃航、钟维平、刘群英

### 第十届
- 任期：2000年5月－2005年4月
- 主席：黄瑞霖
- 副主席：曾乃航、钟维平（2001年9月离任）、赵志伟、彭群芳、林际彪、路平（2001年9月任）

### 第十一届
- 任期：2005年4月－2010年5月
- 主席：黄瑞霖 → 郑道溪（2008年4月任）
- 副主席：曾乃航（2006年4月离任）、赵志伟、彭群芳、林际彪、路平、江孝善

### 第十二届
- 任期：2010年5月－2015年6月
- 主席：郑道溪 → 张广敏（2012年2月任）
- 副主席：路平、赵志伟、彭群芳、江孝善、高清平

### 第十三届
- 任期：2015年6月－2022年7月
- 主席：张广敏 → 黄琪玉（2018年7月任） → 梁建勇（2021年2月任） → 周联清（2022年2月任）
- 副主席：陈震、江孝善、高榕、丁文清、郭立新、陆菁、黄小梅、冯鸿昌、方月兴（2022年2月任）

### 第十四届
- 任期：2022年7月－
- 主席：周联清→ 庄稼汉（2023年7月任）
- 副主席：祝荣亮、方月兴、柳公立、黄爱华、陈勇（挂职）、洪长春（兼职）、卓晓銮（兼职）、陈文学（兼职）、陈国信（兼职）、常海涛（兼职）